# 康諾特省
康諾特省 （英語：Connacht，英治時期舊稱Connaught，/ˈkɒnɔːt, ˈkɒnə(x)t/ KON-awt, KON-ə(kh)t；愛爾蘭語： [ˈkʊn̪ˠəxt̪ˠə]、 [ˌkuːɟə ˈxʊn̪ˠəxt̪ˠ]，意思是「康的後人之地」），是愛爾蘭四個歷史省份之一，位於愛爾蘭島西部。下分5郡。
面積17,713.18平方公里，2006年人口503,083人。

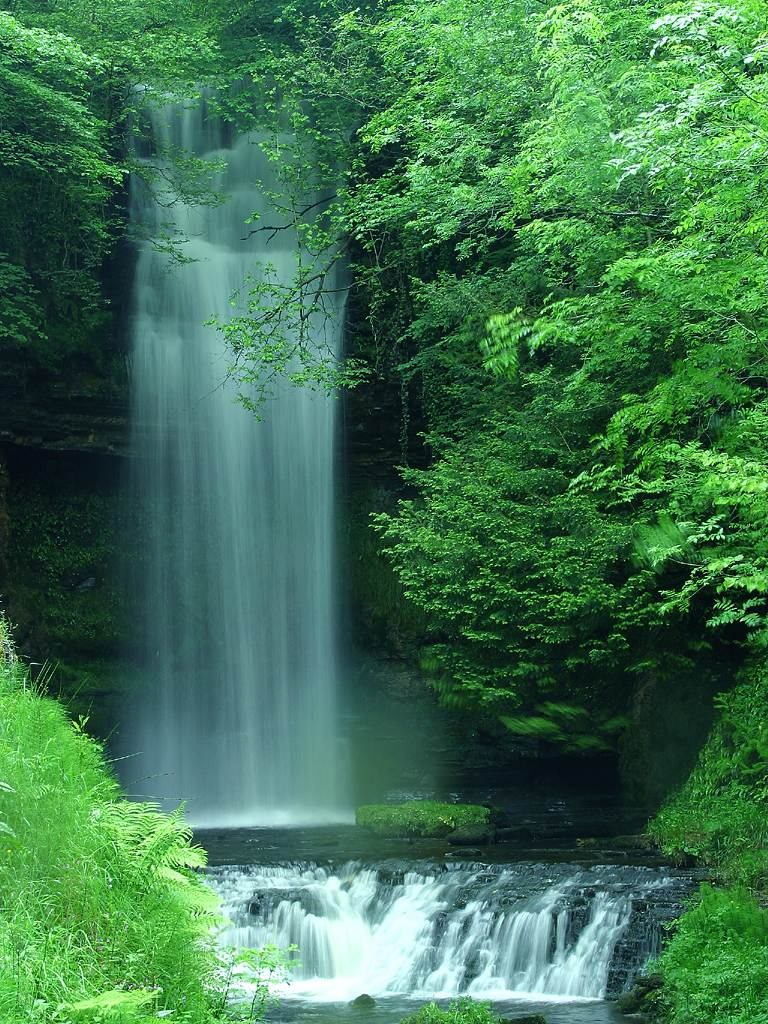
利特里姆郡，格倫卡瀑布與格倫卡湖

## 外部連結
- http://www.rootsweb.ancestry.com/~irlkik/ihm/connacht.htm#mua （页面存档备份，存于）
- Census 2011 - Galway Gaeltacht stats
- Census 2011 - Mayo Gaeltacht stats
- Gaeltacht Comprehensive Language Study 2007
- Gaelscoil stats （页面存档备份，存于）